# 威尔荪
欧内斯特·亨利·威尔逊（英語：Ernest Henry Wilson，1876年2月15日—1930年10月15日），绰号“华人”，通称威尔荪，英国植物採集家、探险家。曾用12年时间深入中国西部，采集了4500种植物标本，并将上千种植物种子带回西方。亦引介範圍多達2000種左右之亞洲植物物種給西方；其中60多種以其名命名。

## 生平
1876年2月15日，威尔荪生于英格兰格洛斯特郡，是家中长子。

## 臺灣之旅
自1899年以來，在英國費區園藝公司（Veitch Nurseries）、哈佛大學阿諾德樹木園（Arnold Arboretum）等機構資助下，威尔荪已調查雲南、四川、日本、朝鮮、琉球等地的森林。這一系列的探險之目的之一為為歐美園藝界與林業界引入具觀賞與商業價值的東亞樹木品種。
1907年，威尔荪於東京帝國大學訪問植物學教授早田文藏，並表示希望能夠取得臺灣植物的標本進行研究；但是，早田氏向他表示其對臺灣植物相的研究主要是仰賴臺灣總督府所提供的標本，並告訴他若要系統性了解臺灣的植物相得親自前往臺灣。
1910年代，隨著早田氏之著作《臺灣植物誌》出版，歐美學界對臺灣植群及其生物地理學的特性產生濃厚興趣。
1917年底，威尔荪向日本政府申請赴臺調查植物，並於不久後獲得批准；日本當局還動員臺灣的統治機構與學術網路，以確保他能在最短的時間內走遍臺灣的山林，以向世界各國展現其林業治理成果。

1918年1月22日，威尔荪踏上基隆港碼頭，展開為期六個月的臺灣山林探險。這是威爾森第四次前往東亞，也是第一次前往臺灣。威尔荪於抵達後便會見臺灣總督安東貞美及總督府林業部主事者金平亮三。

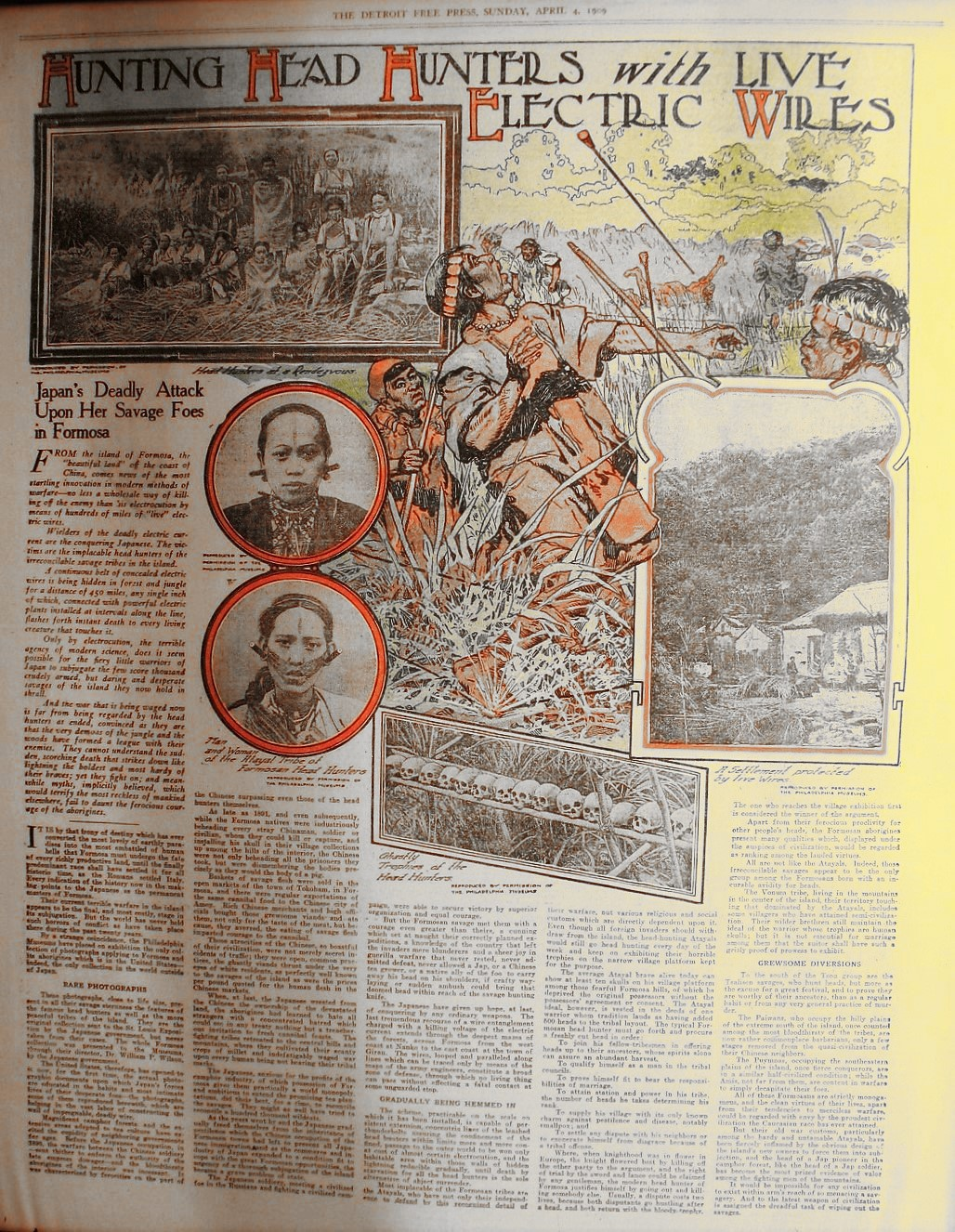
1909年美國關於「臺灣人頭獵人」之報導

在金平亮三及其助手佐佐木舜一、數十名警察與原住民挑夫的協助下，威尔荪在陡峭蠻荒的山巔之間順利展開採集之旅。在不到半年的時間內，他繞了臺灣一整圈，走訪奇萊山區並參觀三大林場（阿里山、八仙山與太平山），還登上玉山頂峰，並採集拍攝了大量不同針葉樹種的種子與上萬份植物標本。
除此之外，他亦初次體會到於西方世界中屢獲報導的「臺灣人頭獵人」（Formosan headhunters）；他於一封信中寫道：「這些防護線是由許多平行電線所組成，並自每天晚上7點起通電；間隙處亦有地雷與電線相連，以防野蠻人在護欄下挖掘。」

## 引用
1. ↑  . International Plant Names Index.
2. ↑  中国社会科学院近代史研究所翻译室. . 中国社会科学出版社. 1981.
3. ↑  . 新华网.   [2009-05-01]. （原始内容存档于2016-11-29） （中文（简体））.
4. ↑  Eliot Tozer, "On the trail of E.H. Wilson," Horticulture, November 1994:59.
5. ↑  . gushi.tw.   [2016-11-28]. （原始内容存档于2016-11-28）.